# Preghiera per la fioritura delle verghe
La Preghiera per la fioritura delle verghe è un affresco (200x185 cm) di Giotto, databile al 1303-1305 circa e facente parte del ciclo della Cappella degli Scrovegni a Padova. È compresa nelle Storie di Maria situate nel registro più alto della parete sinistra, guardando verso l'altare.

## Descrizione e stile
La dedica della cappella degli Scrovegni alla Vergine della Carità spiega la presenza del ciclo di storie mariane che, sommate a quelle dei genitori Gioacchino e Anna, costituiscono la più estesa rappresentazione fino ad allora dipinta in Italia. Le Storie di Maria, dalla nascita allo sposalizio, si ispirano alla Leggenda Aurea di Jacopo da Varazze. 
Le tre scene della Consegna delle verghe, della Preghiera per la fioritura delle verghe e dello Sposalizio della Vergine sono ambientate davanti al medesimo nicchione cassettonato sopra un altare, che simboleggia, con l'architettura che lo contiene, la navata di una chiesa. Sebbene alcuni personaggi si trovino all'esterno, sullo sfondo del cielo, secondo le convenzioni dell'arte medievale le scene sono da intendersi come avvenute "dentro" l'edificio, in questo caso una basilica. 
Maria è in età da matrimonio ed è reclusa dentro il Tempio di Gerusalemme, dove vive come una monaca. Prima di darla in sposa un annuncio divino fa presente che solo chi avrà il miracolo di vedere fiorita una verga che porterà con sé potrà maritare la fanciulla. Ecco allora che i pretendenti portano le verghe al sacerdote, e dopo si inginocchiano davanti all'altare per pregare in attesa del miracolo. Tra di essi, ultimo nella fila, c'è anche l'anziano Giuseppe, l'unico con l'aureola. Dio sceglierà proprio lui per la sua avanzata età e la sua santità, in modo da mantenere la castità della sposa. 
La scena ha un'atmosfera di attesa e tensione emotiva, i colori sono chiari, intrisi di luce, la plasticità delle figure è accentuata dal chiaroscuro e dal disegno robusto.